# Batman XXX: A Porn Parody
Batman XXX: A Porn Parody ist eine US-amerikanische Porno-Parodie auf die Batman-Fernsehserie aus den sechziger Jahren, die durch einen Comic-Bezug bereits selbst einer Parodie ähnlich war.

## Handlung
Der Film handelt davon, wie der Riddler Bruce Waynes Verlobte entführt und  Commissioner Gordon Batman mit der Rettung beauftragt. Als Batman in eine Falle gerät, liegt es an Robin und Batgirl, die beiden zu retten. Sie entdecken, dass der Joker und Catwoman für die Entführung verantwortlich sind. Sie entwickeln einen Plan, mit dem sie das Duo besiegen wollen.

## Auszeichnungen
- 2010: NightMoves Award – Best Parody
- 2010: F.A.M.E. Award – Favorite Parody
- 2011: AVN Award – Best Parody – Comedy
- 2011: AVN Award – Best Renting & Selling Title of the Year
- 2011: AVN Award – Best DVD Menus
- 2011: AVN Award – Best Overall Marketing Campaign – Individual Project
- 2011: AVN Award – Best Screenplay – Adapted
- 2011: AVN Award – Best Supporting Actor (Evan Stone)
- 2011: AVN Award – Best Supporting Actress (Lexi Belle)

## Wissenswertes
- Die beiden YouTube-Trailer hatten bis Oktober 2010 mehr als 1,5 Millionen Aufrufe.[1]